# موشومي تشاترجي
موشومي تشاترجي (بالبنغالية: মৌসুমী চট্টোপাধ্যায়)‏ هي ممثلة هندية، ولدت في 26 أبريل 1953 بكلكتا في الهند.

## وصلات خارجية
- موشومي تشاترجي على موقع IMDb (الإنجليزية)
- موشومي تشاترجي على موقع قاعدة بيانات الفيلم (الإنجليزية)
- موشومي تشاترجي على موقع كينوبويسك (الروسية)